# محمد زين طحان
محمد زين طحان واسمه محمد زين العابدين طحان هو لاعب كرة قدم لبناني، ولد في 2 أبريل 1990 في بيروت في لبنان. شارك مع منتخب لبنان لكرة القدم. أما مع النوادي، فقد لعب مع نادي الصفاء.

## وصلات خارجية
- محمد زين طحان على موقع قاعدة بيانات كرة القدم.إي يو (الإنجليزية)
- محمد زين طحان على موقع ناشيونال فوتبول تيمز (الإنجليزية)
- محمد زين طحان على موقع Soccerway.com (الإنجليزية)
- محمد زين طحان على موقع كووورة
- محمد زين طحان على موقع GSA (الإنجليزية)